# WebVTT
WebVTT (acronimo di Web Video Text Tracks) è uno standard del World Wide Web Consortium che definisce un formato di file per i sottotitoli dei video.
Il suo sviluppo è cominciato nel 2010 allo scopo di creare un formato di sottotitoli da utilizzare nell'HTML5. È basato sul formato SubRip, con il quale doveva inizialmente condividere l'estensione .srt, pur non essendo completamente compatibile con esso. In seguito l'estensione fu cambiata in .vtt.
Nel 2011 fu introdotto l'elemento <track> dell'HTML5 per aggiungere sottotitoli nel formato WebVTT ad audio e video.
Al 2024 WebVTT è supportato da tutti i maggiori browser.